# Kartoffelkäse

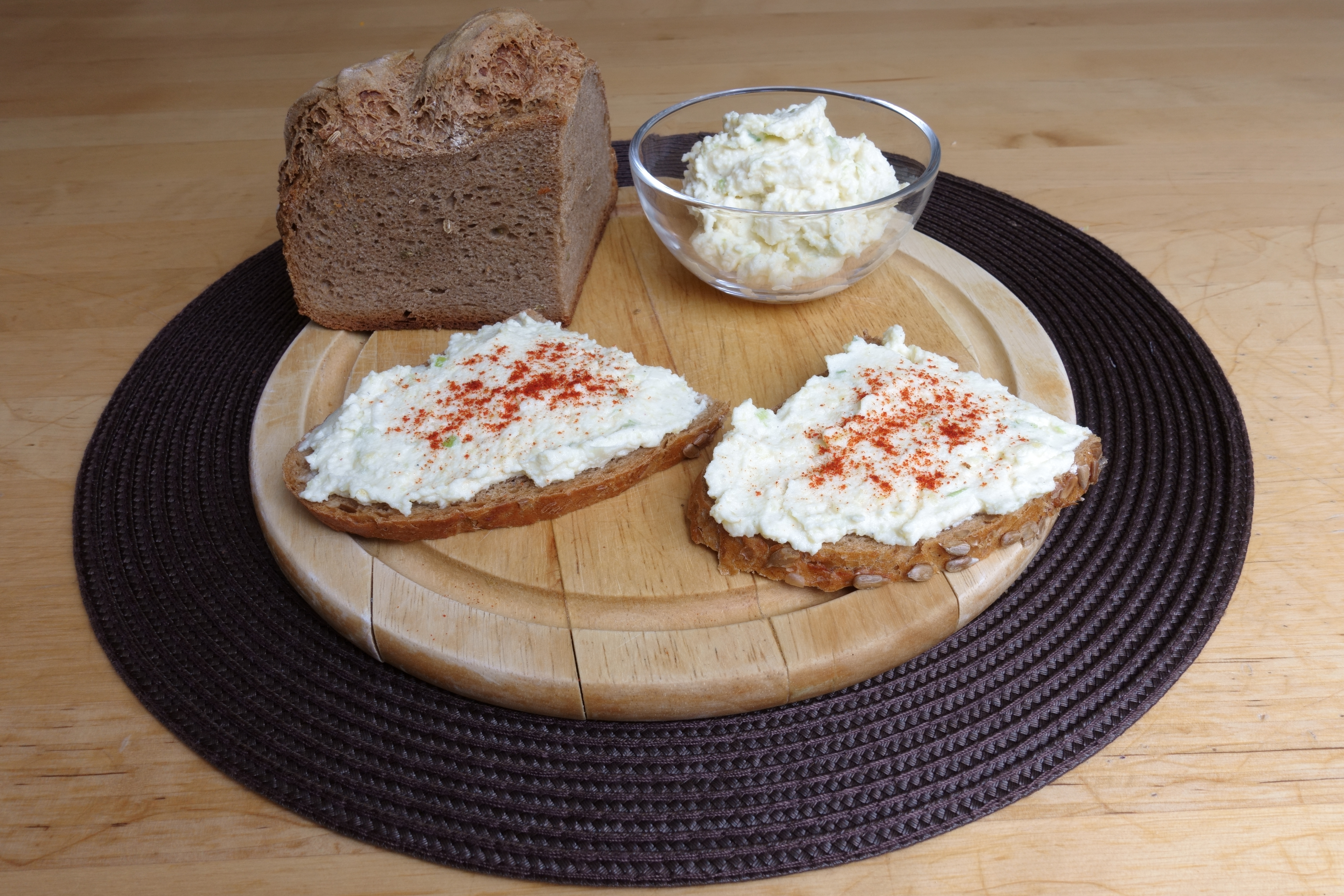
Brot mit Kartoffelkäse

Kartoffelkäse, auch Erdäpfelkäse, ist ein Brotaufstrich aus dem bayerisch-österreichischen Raum.

## Herkunft
Trotz des Namens enthält die Speise keinen Käse (vergleiche Leberkäse). Der Name wird auf den mild milchig-süßen Geschmack zurückgeführt.
Kartoffelkäse ist ein Brotaufstrich, der ursprünglich für die Erntehelfer bei der Kartoffelernte zubereitet wurde. Er wurde mit Milch, Bier oder Most zur Brotzeit bzw. Jause gereicht. Diese Speise ist in Niederbayern, in Innerösterreich und in Westösterreich bekannt und wird aus mehligen Kartoffeln, Sauerrahm, Rahm, Zwiebeln, Kümmel und Petersilie hergestellt.

## Zubereitung
Die gekochten Kartoffeln werden zerstampft, mit feingeschnittenen Zwiebeln (ca. 3:1) und mit Sauerrahm soweit vermischt, bis der Kartoffelkäse dick streichfähig wird. Diese Mischung würzt man mit Salz, Pfeffer, Kümmel und Petersilie nach Geschmack, mancherorts wird auch noch Knoblauch und Schnittlauch hinzugegeben. In einigen Rezepten wird zusätzlich die Beimischung eines gekochten Eies empfohlen, was aber die Haltbarkeit stark einschränkt.